# Schoonspringen op de Olympische Zomerspelen 2012
Schoonspringen is een van de sporten die beoefend werden op de Olympische Zomerspelen 2012 in Londen. De wedstrijden vonden van 29 juli tot en met 11 augustus plaats in het London Aquatics Centre.

## Kwalificatie
Er mochten maximaal 136 schoonspringers deelnemen, zowel 68 mannen als 68 vrouwen. Acht quotaplaatsen waren gereserveerd voor het gastland Groot-Brittannië. Elk land mocht maximaal twee deelnemers per individuele wedstrijd en een paar bij de synchroonwedstrijden inschrijven. In totaal kon een land maximaal acht deelnemers inschrijven.
De volgende kwalificatiecriteria golden voor zowel mannen als vrouwen.
- Aan de vier de individuele onderdelen mochten maximaal 34 deelnemers deelnemen. De quotaplaatsen gingen naar de twaalf finalisten van de wereldkampioenschappen schoonspringen 2011 in Shanghai, de vijf continentale kampioenen en naar de halvefinalisten van de wereldbeker schoonspringen 2012 in Londen. Eventueel resterende quotaplaatsen werden verdeeld aan de hand van de uitslag van de wereldbeker.
- Voor de vier synchroonwedstrijden kreeg het gastland automatisch een startplaats toebedeeld en kwalificeerden de medaillewinnaars van de wereldkampioenschappen schoonspringen 2011 in Shanghai zich alsmede de vier beste, nog niet gekwalificeerde, paren van de wereldbeker schoonspringen 2012 in Londen.
|                                                                   | Individueel | Synchroon |
| ----------------------------------------------------------------- | ----------- | --------- |
| Gastland                                                          |             | 1         |
| WK 2011                                                           | 12          | 3         |
| Continentaal kampioen (1× Afrika, Amerika, Azië, Europa, Oceanië) | 5           |           |
| Wereldbeker 2012                                                  | 17          | 4         |
| Totaal                                                            | 34          | 8         |

## Programma
| Q | Kwalificatie | HF | Halve finale | Goud | Finale |

| Onderdeel                | Juli/Augustus | Juli/Augustus | Juli/Augustus | Juli/Augustus | Juli/Augustus | Juli/Augustus | Juli/Augustus | Juli/Augustus | Juli/Augustus | Juli/Augustus | Juli/Augustus | Juli/Augustus | Juli/Augustus | Juli/Augustus | Juli/Augustus | Juli/Augustus | Juli/Augustus | Juli/Augustus |
| Onderdeel                | 29            | 30            | 31            | 1             | 2             | 3             | 4             | 5             | 6             | 7             | 7             | 8             | 9             | 9             | 10            | 11            | 11            | T             |
| ------------------------ | ------------- | ------------- | ------------- | ------------- | ------------- | ------------- | ------------- | ------------- | ------------- | ------------- | ------------- | ------------- | ------------- | ------------- | ------------- | ------------- | ------------- | ------------- |
| 3 m plank (m)            |               |               |               |               |               |               |               |               | Q             | HF            | Goud          |               |               |               |               |               |               | 1             |
| 10 m toren (m)           |               |               |               |               |               |               |               |               |               |               |               |               |               |               | Q             | HF            | Goud          | 1             |
| 3 m plank synchroon (m)  |               |               |               | Goud          |               |               |               |               |               |               |               |               |               |               |               |               |               | 1             |
| 10 m toren synchroon (m) |               | Goud          |               |               |               |               |               |               |               |               |               |               |               |               |               |               |               | 1             |
|                          |               |               |               |               |               |               |               |               |               |               |               |               |               |               |               |               |               |               |
| 3 m plank (v)            |               |               |               |               |               | Q             | HF            | Goud          |               |               |               |               |               |               |               |               |               | 1             |
| 10 m toren (v)           |               |               |               |               |               |               |               |               |               |               |               | Q             | HF            | Goud          |               |               |               | 1             |
| 3 m plank synchroon (v)  | Goud          |               |               |               |               |               |               |               |               |               |               |               |               |               |               |               |               | 1             |
| 10 m toren synchroon (v) |               |               | Goud          |               |               |               |               |               |               |               |               |               |               |               |               |               |               | 1             |
| Totaal                   | 1             | 1             | 1             | 1             |               |               |               | 1             |               | 1             | 1             |               | 1             | 1             |               | 1             | 1             | 8             |

## Medailles

### Mannen
| Onderdeel            | Goud | Goud                   | Zilver | Zilver                            | Brons | Brons                         |
| -------------------- | ---- | ---------------------- | ------ | --------------------------------- | ----- | ----------------------------- |
| 3 m plank            | RUS  | Ilia Zacharov          | CHN    | Qin Kai                           | CHN   | He Chong                      |
| 10 m toren           | USA  | David Boudia           | CHN    | Qiu Bo                            | GBR   | Tom Daley                     |
| 3 m plank synchroon  | CHN  | Luo Yutong Qin Kai     | RUS    | Jevgeni Koeznetsjov Ilia Zacharov | USA   | Troy Dumais Kristian Ipsen    |
| 10 m toren synchroon | CHN  | Cao Yuan Zhang Yanquan | MEX    | Iván García Germán Sánchez        | USA   | David Boudia Nicholas McCrory |

### Vrouwen
| Onderdeel            | Goud | Goud                 | Zilver | Zilver                          | Brons | Brons                            |
| -------------------- | ---- | -------------------- | ------ | ------------------------------- | ----- | -------------------------------- |
| 3 m plank            | CHN  | Wu Minxia            | CHN    | He Zi                           | MEX   | Laura Sánchez                    |
| 10 m toren           | CHN  | Chen Ruolin          | AUS    | Brittany Broben                 | MAS   | Pandelela Rinong                 |
| 3 m plank synchroon  | CHN  | He Zi Wu Minxia      | USA    | Kelci Bryant Abigail Johnston   | CAN   | Jennifer Abel Émilie Heymans     |
| 10 m toren synchroon | CHN  | Chen Ruolin Wang Hao | MEX    | Paola Espinosa Alejandra Orozco | CAN   | Meaghan Benfeito Roseline Filion |

### Medaillespiegel
| Plaats | Land             | NOC    | Goud | Zilver | Brons | Totaal |
| ------ | ---------------- | ------ | ---- | ------ | ----- | ------ |
| 1      | China            | CHN    | 6    | 3      | 1     | 10     |
| 2      | Verenigde Staten | USA    | 1    | 1      | 2     | 4      |
| 3      | Rusland          | RUS    | 1    | 1      | 0     | 2      |
| 4      | Mexico           | MEX    | 0    | 2      | 1     | 3      |
| 5      | Australië        | AUS    | 0    | 1      | 0     | 1      |
| 6      | Canada           | CAN    | 0    | 0      | 2     | 2      |
| 7      | Groot-Brittannië | GBR    | 0    | 0      | 1     | 1      |
|        | Maleisië         | MAS    | 0    | 0      | 1     | 1      |
| Totaal | Totaal           | Totaal | 8    | 8      | 8     | 24     |